# Flood (producent muzyczny)
Flood, właśc. Mark Ellis (ur. 16 sierpnia 1960 w Londynie) – brytyjski producent muzyczny specjalizujący się w rocku alternatywnym i post punku. Podejmował współpracę m.in. z The Smashing Pumpkins, U2, Depeche Mode, Nine Inch Nails, The Killers, The Jesus and Mary Chain, Erasure i Nickiem Cave’em. Jest znany ze swoich "metalicznych dźwięków".

## Życiorys
Kariera muzyczna Ellisa rozpoczęła się w późnych latach 70. XX wieku. Flood rozpoczął od występów w The Lambrettas, gdzie był gitarzystą basowym. W 1978 rozpoczął pracę w London Morgan Studios.
W 1981 Flood zaczął pracować nad debiutanckim albumem Movement grupy New Order. Współtworzył albumy Wonderland (1986) i The Circus (1987) grupy Erasure.
1987 to rok przełomowy w karierze Flooda. Pracował nad albumem The Joshua Tree grupy U2 jako inżynier dźwięku. W tamtym okresie współpracował z Nine Inch Nails (Pretty Hate Machine), Depeche Mode (Violator). Jest także autorem miksów singli Depeche Mode z innych płyt: „A Question of Lust” (1986), „Freelove (Flood Mix)” (2001).
W 1992 po raz kolejny podjął się współpracy z Trentem Reznorem, wspólnie produkując z nim kolejny album Nine Inch Nails – minialbum Broken.
W 1993 został producentem muzycznym U2; dzielił swoje obowiązki z Brianem Eno przy albumie Zooropa. W 1994 został zaproszony do współprodukcji nad albumem The Downward Spiral grupy Nine Inch Nails oraz nad kolejnym wydawnictwem Depeche Mode – płytą Songs of Faith and Devotion.
W 1995 Flood był producentem albumu Mellon Collie and the Infinite Sadness grupy The Smashing Pumpkins.
W 1997 współtworzył album Pop U2.
W 2000 wyprodukował album PJ Harvey Stories from the City, Stories from the Sea (współpracę z Floodem powtórzyła przy okazji albumu White Chalk wydanego w 2007 roku) a także Machina/The Machines of God grupy The Smashing Pumpkins.
W 2009 współtworzył album This Is War 30 Seconds to Mars.
29 października 2011 na festiwalu Międzynarodowym Festiwalu Producentów Muzycznych Soundedit odebrał nagrodę „Człowiek ze Złotym Uchem”.
W 2017 roku współprodukował wraz z Finkiem albumy Fink’s Sunday Night Blues Club, Vol. 1 oraz Resurgam.